# 上海市人口和计划生育委员会
上海市人口和计划生育委员会，简称上海市计生委，原为主管上海市人口和计划生育工作的上海市人民政府组成部门。2013年3月，上海市卫生局和上海市人口和计划生育委员会合并，组建上海市卫生和计划生育委员会。

## 委属单位
- 人口与发展研究中心
地址：上海市陕西南路122号7楼
- 人口和计划生育宣传教育中心
地址：上海市陕西南路122号
- 计划生育药具管理中心
地址：上海市新村路50弄1号2楼
- 上海计划生育药具供应站
地址：上海市嘉定区沪宜路3638号